# Lampiella gibbosa
Lampiella gibbosa är en fiskart som först beskrevs av Miranda Ribeiro, 1908.  Lampiella gibbosa ingår i släktet Lampiella och familjen Loricariidae. Inga underarter finns listade i Catalogue of Life.